# Сонцов, Александр Борисович
Александр Борисович Сонцов (1750 — 20 февраля (4 марта) 1811) — воронежский гражданский губернатор, тайный советник (1800).

## Биография
Представитель рода Сонцовых. Родился в 1750 году. На службе состоял с 1764 года.
В 1780 году был курским прокурором. Три года спустя был переведён на ту же должность в Харьков, где прослужил более десяти лет. В 1793 году был произведён в статские советники и в следующем году назначен поручиком правителя воронежского наместничества. Эту должность он занимал до упразднения в 1796 году наместничеств, после чего был назначен воронежским вице-губернатором.
В правление Павла I 27 октября 1797 года с чином действительного статского советника А. Б. Сонцов был назначен воронежским гражданским губернатором; 9 июля 1800 года произведён в тайные советники. По доносу императору Павлу І о злоупотреблениях, делаемых будто бы в Воронеже гражданским губернатором, указом Правительствующему Сенату от 20 октября 1800 года было повелено отстранить Сонцова от должности и отдать под суд. Суд, однако, признал его невиновным и донос ложным. В результате, Сонцов вновь был назначен губернатором: сначала полтавским (1801—1805), затем вновь, до своей смерти — воронежским (1805—1811). В годы губернаторства Сонцова в Воронеже появилась типография и первый краеведческий труд, написанный Е. А. Болховитиновым.
В 1785 году Александром Борисовичем Сонцовым было основано имение Сонцовка: в документах, касающихся Бахмутского уезда начала XIX века сказано: «Деревня Сонцовка, она же Солонинка тайного советника Сонцова с женою. 256 жителей, 7841 десятин возделываемой земли. Обмежована в 1787 году поручиком Самойловым и вновь в 1801 году Павловым…».
За особое усердие и ревность в службе А. Б. Сонцов был пожалован орденом Св. Анны 1-й степени и Св. Владимира 2-й степени.
Умер 20 февраля (4 марта) 1811 года. Похоронен в Воронеже.
Сын, П. А. Сонцов, также был воронежским губернатором (1820—1824) и также получил чин тайного советника (1849). Дочь Варвара была женой полковника Е. Н. Марина.